# Digonis acuminata
Digonis acuminata är en fjärilsart som beskrevs av Butler 1882. Digonis acuminata ingår i släktet Digonis och familjen mätare. Inga underarter finns listade i Catalogue of Life.